# Arroyo Malo (Cerro Largo)
El arroyo Malo es un curso de agua uruguayo que atraviesa el departamento de Cerro Largo perteneciente a la cuenca hidrográfica de la laguna Merín.
Nace en la cuchilla de Mangrullo, desemboca en el río Tacuarí.
Atraviesa un área ganadera y arrocera.